# Operní divadlo v Římě
Operní divadlo v Římě (italsky Teatro dell'Opera di Roma) je operní dům v Itálii. Nachází se na Piazza Beniamino Gigli 1 na Viminálu v Římě. Budova byla slavnostně otevřena v listopadu 1880 pod názvem Teatro Costanzi.

## Historie

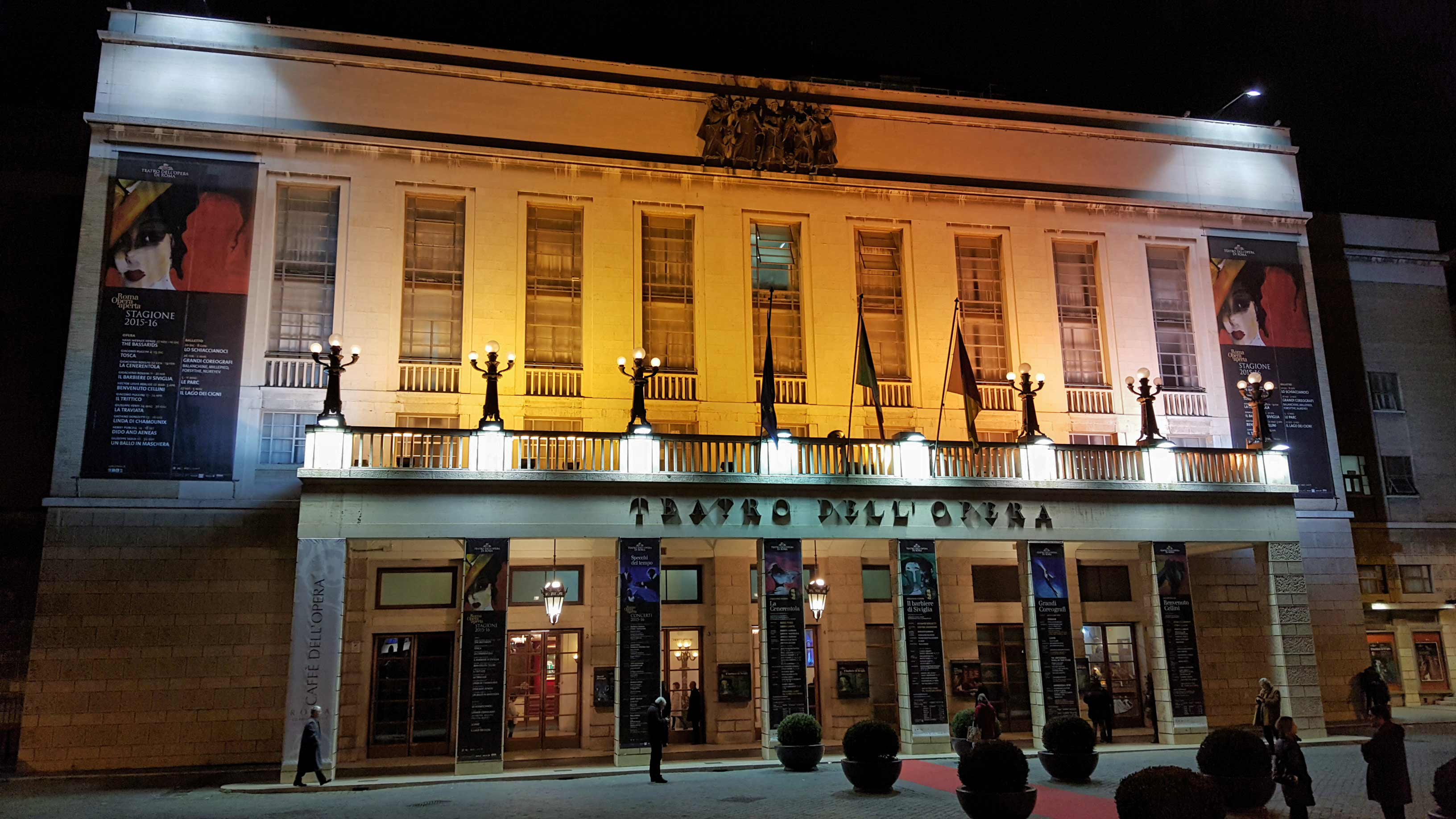
Teatro dell'Opera di Roma v noci

Zakázku na výstavbu divadla podal finančník Domenico Costanzi (1810–1898), na jejímž základě architekt Achille Sfondrini (1836–1900) navrhl podobu stavby. Teatro dell'Opera di Roma bylo postaveno během 18 měsíců a své první jméno dostalo po staviteli – Teatro Costanzi. Slavnostní zahájení provozu se konalo 27. listopadu 1880 uvedením Rossiniho vážné opery Semiramide. Operní divadlo v Římě, které pojme na 2200 diváků, bylo svědkem řady světových premiér některých největších operních děl, jako např. Mascagniho opery Sedlák kavalír (17. května 1890) či Pucciniho Tosca (14. ledna 1900).
Divadlo bylo dvakrát celkově přestavěno, a to poprvé v letech 1926 až 1928 a pak v roce 1958.